# Josephine Tomic
Josephine Tomic (Perth, 9 de junio de 1989) es una deportista australiana que compitió en ciclismo en la modalidad de pista, especialista en las pruebas de persecución por equipos y ómnium.
Ganó cuatro medallas en el Campeonato Mundial de Ciclismo en Pista entre los años 2009 y 2012.
Participó en los Juegos Olímpicos de Londres 2012, ocupando el cuarto en persecución por equipos.

## Medallero internacional
| Campeonato Mundial | Campeonato Mundial    | Campeonato Mundial | Campeonato Mundial      |
| Año                | Lugar                 | Medalla            | Competición             |
| ------------------ | --------------------- | ------------------ | ----------------------- |
| 2009               | Pruszków (Polonia)    | Medalla de oro     | Ómnium                  |
| 2009               | Pruszków (Polonia)    | Medalla de bronce  | Persecución por equipos |
| 2010               | Ballerup (Dinamarca)  | Medalla de oro     | Persecución por equipos |
| 2012               | Melbourne (Australia) | Medalla de plata   | Persecución por equipos |